# Cheleocloeon madagascariense
Cheleocloeon madagascariense is een haft uit de familie Baetidae. De wetenschappelijke naam van de soort is voor het eerst geldig gepubliceerd in 2009 door Gattolliat & Monaghan.
De soort komt voor in het Afrotropisch gebied.